# Англійська школа теорії міжнародних відносин
Англійська школа теорії міжнародних відносин (іноді її також називають ліберальним реалізмом, школою Міжнародного суспільства або британськими інституціоналістами) стверджує, що на міжнародному рівні існує «суспільство держав», незважаючи на умову анархії (тобто відсутність глобального правителя чи світової держави). Англійська школа виступає за переконання, що ідеї, а не просто матеріальні можливості, формують поведінку міжнародної політики, а тому заслуговують на аналіз та критику. У цьому сенсі він схожий з конструктивізмом, хоча англійська школа має більше коренів у світовій історії, міжнародному праві та політичній теорії, і є більш відкритою до нормативних підходів, ніж це, як правило, у конструктивізмі.

## Огляд

### Міжнародна система, міжнародне суспільство, світове суспільство
Міжнародна система
Класична англійська школа починається з реалістичного припущення про міжнародну систему, яка формується, як тільки два або більше штатів мають достатню кількість взаємодії. Це підкреслює англійську шкільну традицію реалізму та Махтполітики (владна політика) і ставить міжнародну анархію в центр теорії міжнародних відносин. Хедлі Булл визначив міжнародну систему як сформовану, «коли двоє або більше мають достатній контакт між ними і має достатній вплив на рішення один одного, щоб змусити їх поводитись як частина цілого.
Міжнародне суспільство
Однак Хедлі Булл стверджував, що держави поділяють певний спільний інтерес (як правило, «страх необмеженого насильства»), що призводить до вироблення певного набору «правил». Таким чином, він визначив міжнародне суспільство таким, що існує, коли: «…група держав (або,загалом, група незалежних політичних спільнот), які не просто утворюють систему, в тому сенсі, що поведінка кожного з них є необхідним фактором у розрахунках інших, але також встановили шляхом діалогу та узгодили загальні правила та інститути для поведінки своїх відносин, та визнають їх спільний інтерес у підтримці цих домовленостей.»
На думку Булла, будь-який тип суспільства повинен мати правила щодо обмежень у застосуванні сили, про безпеку угод та про права власності. Без цих трьох елементів не було б суспільства.
Ці правила виражаються у сукупності інститутів, які охоплюють нормативну структуру будь-якого міжнародного суспільства. У класичній англійській школі це були: війна, великі держави, дипломатія, співвідношення сил та міжнародне право, особливо у взаємному визнанні суверенітету державами. До цього можна додати: територіальність, націоналізм, ринок та людську рівність. Оскільки ці правила не є юридично обов’язковими та організацій, що здійснюють замовлення, говорити про норми, ймовірно, було б доцільніше. Держави, які дотримуються цих основних правил, утворюють міжнародне суспільство. Тому Браун і Ейнлі визначають міжнародне суспільство як «відносини, що регулюються нормами, члени яких погоджуються з тим, що вони мають принаймні обмежені обов’язки один перед одним і перед суспільством в цілому». Таким чином, держави слідкують за своїми інтересами, але не за будь-яку ціну. Іншим способом це було б розглянуто через термін Адама Вотсона «системна причина», протилежний до «причина держави», і визначений як «ідея, яка платить, щоб система працювала».
У школі існують різні доповіді, що стосуються еволюції цих ідей, деякі (наприклад, Мартін Вайт) стверджують, що їх походження може бути знайдено у залишках середньовічних концепцій суспільств Крістіана та інших, таких як Хедлі Булл, в питаннях охорони суверенних держав та сприяють основним цілям, особливо їх виживанню. Більшість розумінь Англійської школи міжнародного суспільства поєднує ці два разом, стверджуючи, що сучасне суспільство держав частково є продуктом спільної цивілізації – християнського світу середньовічної Європи, а до цього Римської імперії – і ,частково, свого роду Локанського контракту.

#### Світове суспільство
Спираючись на кантівське розуміння світу, концепція світового суспільства бере глобальне населення в цілому за основу глобальної ідентичності. Однак, Бузан також стверджував, що концепція Світового суспільства була «Концепцією Попелюшки теорії Англійської школи», оскільки вона майже не отримала концептуальної розробки.

#### Перегляд традиційних підходів
Велика частина Англійської Школи думок стосується вивчення традиційної міжнародної теорії, кидаючи її – як це робив Мартін Вайт на своїх лекціях 1950-х років у Лондонській школі економіки – на три підрозділи (Баррі Бузан називав англійською мовою «Тріада Англійської школи», заснована на трьох традиціях Вайта):
1.Реаліст (або Гоббзівська, за Томасом Гоббсом) і, таким чином, концепція міжнародної системи.
2.Раціоналіст (або Гроціанська, після Гюго Гроція), що представляє міжнародне суспільство.
3.Революціоніст (або Кантівська, після Уммануїла Канта), що представляє світове суспільство.
Загалом, сама Англійська школа підтримувала раціоналістичну або гроціанську традицію, прагнучи посереднього шляху (або через засоби масової інформації) між «політикою влади» реалізму та «утопізмом» революціонізму.
Пізніше Вайт змінив свою тріаду на чотиричастинний підрозділ, додавши Мадзіні.
Англійська школа є значною мірою конструктивістською теорією, підкреслюючи недетермінований характер анархії в міжнародних справах, який також спирається на функціоналізм і реалізм.

#### Внутрішні підрозділи
Англійську школу часто розуміють як розділену на два основні крила, названі на честь двох категорій, описаних Хедлі Буллом:
- Плюралісти стверджують, що різноманітність людства – їх різні політичні та релігійні погляди, етнічні та мовні традиції тощо – найкраще міститься в суспільстві, що дозволяє отримати якомога більшу незалежність держав, які можуть у своїх формах правління висловлювати ті різні концепції «хорошого життя». Таку позицію найбільш сильно висловлює канадський академік Роберт Джексон, особливо в «Глобальному пакті»(2001).

- Солідаристи, навпаки, стверджують, що суспільство держав повинно зробити більше для просування прав людини і, можливо, емансипації – на відміну від прав держав на політичну незалежність та невтручання у їхні внутрішні справи. Ця позиція може бути викладена у роботі над гуманітарною інтервенцією, серед інших, Ніколасом Вілером, в «Спасінні незнайомців»(2000).

Однак існують подальші підрозділи всередині школи. Найбільш очевидним є те, що між тими вченими, які стверджують, що підхід до школи повинен бути історичним та нормативним (наприклад, Роберт Джексон чи Тім Данн), і тими, хто вважає, що він може бути методологічно «плюралістичним», використовуючи «позитивістські» підходи до галузі (як Баррі Бузан та Річард Літл).

#### Схожості до інших
Англійська школа має схожості:
- Плюралісти вийшли з класичного «політичного реалізму» Ганса Моргентау, Джорджа Кеннана

- На плюралістів також впливали основи християнського реалізму Рейнгольда Нібура

- Солідаристи були змальовані з письменників-реалістів, таких як Стенлі Гоффман

Сучасні письменники Англійської школи черпають з різних джерел:
- Від структурного «неореалізму» Кеннета Вальтса, у випадку з Баррі Бузаном;

- Від соціального конструктивізму Олександра Вендта, див. Тіма Данна;

- Від «критичних теоретиків», від Ендрю Лінклатера;

- І навіть від «постструктуралізму» Мішеля Фуко у випадку з Джеймсом Дер Деріаном.

## Історія
«Англійськість» школи викликає сумніви – багато її найвидатніших членів не є англійськими – і її інтелектуальне походження є спірним. Один з поглядів (на думку Хідемі Суганамі) полягає в тому, що його коріння лежить у роботі піонерських вчених-міжвоєнних, таких як південноафриканський Чарльз Меннінг, професор-засновник кафедри міжнародних відносин Лондонської школи економіки. Інші (особливо Тім Данн та Брунелло Вігецці) розмістили їх у роботі британського комітету з теорії міжнародної політики, групи, створеної в 1959 році під головуванням кембриджського історика Герберта Баттерфілда, за фінансової допомоги Фонду Рокфеллера. Обидві позиції визнають центральну роль, яку відіграють теоретики Мартін Вайт, Хедлі Булл (австралійське викладання в Лондонській школі економіки) та Р.Дж.Вінсент. 
Назва «Англійська школа» вперше була введена Роєм Джонсом у статті, опублікованій в «Огляді міжнародних досліджень» у 1981 р. під назвою «Англійська школа – справа про закриття». Деякі інші описи, зокрема, опис «британських інституціоналістів» (Гідемі Суганамі), були запропоновані, але загалом не використовуються. Протягом усього розвитку теорії назва отримала широке визнання, врешті-решт тому, що вона була розроблена майже виключно в Лондонській школі економіки, Кембриджському та Оксфордському університетах.

## Критика
За словами політолога університету Джорджа Вашингтона Марти Фіннемор, яка зазначає, що вона є шанувальником Англійської школи, Англійська школа не отримала позитиву в американській МВ-стипендії, оскільки недостатньо чітко визначено методи, що використовуються в Англійській школі (наприклад, відсутність дискусій щодо дизайну досліджень), а також недостатня чіткість у теоретичних твердженнях, висловлених Англійською школою. Вона зазначає, що Англійська школа неохоче роз’яснює свої причинно-наслідкові твердження, що вона протиставляє конструктивістському дослідженню в американській МВ-традиції, де є акцент на конституційній причинності – «те. як призначаються  речі, робить можливим інші речі (і в цьому сенсі їх викликає)».

## Ключові роботи
- Герберт Баттерфілд, Мартін Вайт (ред.), «Дипломатичні розслідування»(1966)

- Хедлі Булл, «Анархічне товариство»(1977/1995)

- Мартін Вайт, «Системи держав»(1977)
- Мартін Вайт, «Владна політика»(1978)

- Хедлі Булл та Адам Вотсон (ред.),  «Розширення міжнародного суспільства»(1984)

- Джеймс Мейолл, «Націоналізм та міжнародне суспільство»(1990)

- Мартін Вайт, «Міжнародна теорія»(1991)

- Адам Вотсон, (1992) «Еволюція міжнародного суспільства», Лондон: Ротледж.

- Тім Данн, «Міжнародне суспільство винахідництва: історія Англійської школи (Бассінгсток: Макміллан ,1998)

- Роберт Х.Джексон, «Глобальний пакт: поведінка людини у світі держав (2000 р.) Оксфорд: Преса Оксфордського Університету.

- Ніколас Вілер, «Рятуючи незнайомців»(2000)

- Баррі Бузан, «Від міжнародного до світового суспільства?:Теорія Англійської школи та соціальна структура глобалізації»(2000)

- Ян Кларк, «Легітимність у міжнародному суспільстві»(2005)

- Едвард Кін, «Поза анархічним суспільством: Гроцій, колоніалізм і порядок у світовій політиці (Кембридж: Преса Кембриджського Університету,2002)

- Калеві Холсті, «Приручення суверенів: інституціональні зміни в міжнародній політиці»(2004), Преса Кембриджського Університету.

- Брунелло Вігецці, «Британський комітет з теорії міжнародної політики(1954-1985): Повторне відкриття історії»(Мілан: видання Унікоплі, 2005)

- Мартін Вайт, «Чотири семінарних мислителя в міжнародній теорії: Мартінеллі, Гроцій, Кант та Мадзіні»(2005)

- Ендрю Лінклатер та Хідемі Суганамі, «Англійська школа міжнародних відносин: сучасна переоцінка» (Кембридж: Преса Кембриджського Університету,2006)

- Ендрю Херрелл, «Про глобальний порядок: влада, цінності та конституція міжнародного суспільства (Оксфорд:Преса Оксфордського Університету,2007)

- Джеймс Мейолл, «Світова політика»(2013)

- Баррі Бузан, «Вступ до Англійської школи міжнародних відносин: суспільний підхід»(2014). Кембридж, Політія.

## Див.також
- Міжнародна спільнота

- Глобальна колонія

- Світова спільнота

- Глобальна політика

## Зовнішні посилання
- Bibliography of the English School compiled by Barry Buzan for the University of Leeds research project.